# Erik Fahl
Erik Gustaf Teodor Fahl, född 22 mars 1892 i Göteborg, död 12 januari 1958 i Torsby församling, var kyrkoherde och komminister i Harestads församling och känd nazist. Samma år som han dog gav hans hustru ut ett antal av hans predikningar i två band.
Erik Fahl var son till Ludvig Fahl och Hanna Elisabet Beckman. Han prästvigdes 1918 och gifte sig den 17 januari 1927 i Harestads kyrka med Rosa Ingeborg Fahl, född Strömqvist.
Erik Fahl gjorde sig känd för sin hårda hållning gentemot mycket i det framväxande moderna samhället, exempelvis var han emot byggandet av en idrottsplats i Harestad. För detta blev han omskriven som "Herden i Harestad". Han var också del av den så kallade klerikalfascismen, det vill säga en löst sammanhållen kristen högerradikal nationalistisk gruppering, som var extra stark utmed den schartauanska Västkusten. Han var del av en informell prästavdelning i Nationalsocialistiska arbetarepartiet och medlem i nazistiska organisationer ända fram till 1950-talet.